# Robert Maveau
Robert Maveau (Merksem, 14 september 1944 – Schoten, 25 november 1978) was een olympisch wielrenner. Hij naam deel aan de Olympische Zomerspelen 1972 op de onderdelen sprint en 1000 meter tijdrit, maar heeft zich daarbij niet weten te classificeren.

## Overwinningen
| Jaar     | BK                              | EK       | WK       | Overige                               |
| Amateurs | Amateurs                        | Amateurs | Amateurs | Amateurs                              |
| -------- | ------------------------------- | -------- | -------- | ------------------------------------- |
| 1964     | Ploegkoers                      |          |          |                                       |
| 1965     | Ploegkoers                      |          |          |                                       |
| 1966     | Ploegkoers                      |          |          |                                       |
| 1967     |                                 |          |          |                                       |
| 1968     |                                 |          |          |                                       |
| 1969     |                                 |          |          |                                       |
| 1970     |                                 |          |          |                                       |
| 1971     |                                 |          |          |                                       |
| 1972     | 1km · Sprint · Tandem           |          |          | Olympische Spelen: 11e Sprint 14e 1km |
| 1973     | Ploegkoers · 1km · Sprint       |          |          |                                       |
| 1974     |                                 |          |          |                                       |
| 1975     | Sprint · Tandem                 |          |          |                                       |
| 1976     | Ploegenachtervolging · Stayeren |          |          |                                       |